# Сражение при Ла-Моркуэре
Сражение при Ла-Моркуэре (исп. Batalla de la Morcuera) — сражение эпохи Реконкисты, произошедшее 9 августа 865 года в ущелье Ос-де-ла-Моркуэра, расположенном между Фонсеа и Бухедо, в непосредственной близости от города Миранда-де-Эбро, между войсками Астурийского королевства и Кордовского эмирата. В результате кровопролитного сражения христианские войска потерпели поражение.
В 863 году кордовский эмир Мухаммед I решил остановить наступление астурийского короля Ордоньо I и с этой целью организовал поход на земли Алавы под командованием своего сына Абд ар-Рахмана. Мусульмане, беспрепятственно пройдя по Алаве, разорили местность. Король Ордоньо не стал противодействовать им, а решил напасть на них на обратном пути. Для этого он послал армию под командованием своего сводного брата Родриго.
Христиане расположились в узком дефиле Ос-де-ла-Моркуэра, где решили устроить засаду. Поперёк прохода местными крестьянами был вырыт ров, перед которым Родриго построил свои войска, а также устроил засады на обоих флангах ущелья. 
Подошедшие арабы Абд ар-Рахмана расположились лагерем на Эбро. На рассвете мусульмане атаковали христиан в лоб и в ожесточённой схватке сбили их с позиции за ров, заставив отступить на соседний холм. Затем на какое-то время бой прекратился ради отдыха, после чего арабы снова пошли в атаку, которую астурийцы не смогли отразить. К полудню сражение закончилось резнёй проигравших, пытавшихся укрыться на холмах и в зарослях. Остальные бежали в направлении Аро к реке Эбро, в которой, не найдя брода, многие из них утонули. 
В хронике арабского историка Ибн Идари «Аль-Баян аль-Мугриб» сказано, что после битвы было собрано двадцать тысяч четыреста семьдесят две головы. Победители засыпали ров, через который благополучно провели свой обоз с награбленным добром и возвратились в свои владения. 
Поражение астурийской армии означало прекращение заселения Центрального плато. Мухаммед I воспользовался ослаблением астурийцев и в 866 и 867 годах беспрепятственно предпринял новые походы на север.